# 林西镇 (玉田县)
林西镇，是中华人民共和国河北省唐山市玉田县下辖的一个乡镇级行政单位。

## 行政区划
林西镇下辖以下地区：
东黄庄村、杨内官庄村、黄土坎村、临河庄村、西黄庄村、钱家庄村、北霍庄村、南霍庄村、白家庄村、桥口楼庄村、西迷王会村、于椿庄村、新安镇村、大丁常庄村、东溪草村、高王庄村、吉家庄村、林西立新村、林西新街村、鲁庄子村、双盛新村、双兴村、卧龙庄村、冯陈杨胡村、前后杨庄村、张府兴村和东窑村。